# テポドン1号
テポドン1号（テポドン1ごう）は、朝鮮民主主義人民共和国が開発したテストベッド用の弾道ミサイルのプロトタイプである。射程が2,000km程度と見積もられているため中距離弾道ミサイルに分類されている。

## 概略
北朝鮮の地名に由来して西側では「大浦洞」と呼ばれ、その後現れたより大きなミサイルとの区別のために「テポドン1号」と呼ばれている。
一方、北朝鮮での人工衛星打ち上げ用ロケットとしてのテポドン1号の正式名称は、「白頭山1号（백두산일호）」であり、平壌の博物館には、1998年に光明星1号を搭載して発射したとされる「白頭山1号」と、2009年に光明星2号を搭載して発射したとされる「銀河2号」（テポドン2号改良型）の模型が並んで展示されている。なお、統一日報では白頭山1号について「銀河1号」という呼称で報じられたこともある。
2003年にはアメリカ国防情報局 (US Defense Intelligence Agency, DIA) が米議会に対して「我々は平壌が北朝鮮国内用の地対地ミサイルとしてテポドンを配備しようとしているという情報は得てはいない。我々はむしろ、この運搬手段が多段階ミサイル技術の開発用テストベッドであったと考えている」と報告した。

## 技術的特徴
テポドンは全重量約21.7t、全長27mの3段式液体燃料ロケットである。第1段ロケットはノドンを用い、第2段ロケットは北朝鮮で開発した改良型スカッドCとみられている。1998年の試射の際にはさらに固体燃料ロケットが追加されていたとされている。
実験で用いられたテポドンを弾道ミサイルとして運用した場合、最大射程は2,000-2,500km程度となり、ペイロードは1t程度と考えられている。CEPは3,000m程度であろうとされている。しかし2013年現在、配備されているという情報はなく、多段階ロケット技術の獲得の為の試作だったと考えられている。

## 発射実験
1998年（平成10年）8月31日に咸鏡北道花台郡舞水端里から東へ発射され、津軽海峡付近から日本列島を越えるコースを飛翔した。当初は自衛隊レーダー情報の解析から「着弾」予想地点は秋田県北部（大館市付近）沖とされていたが、後に第1段目は日本海に、第2段目以降は太平洋に落下していたことが判明した。さらに固体燃料と見られる第三段目も存在し、点火され短時間飛行していた。
小渕恵三首相を初めとする日本政府、マスコミは日本上空を飛翔し太平洋に到達するミサイルを北朝鮮が開発していたことに衝撃を受けた。海上自衛隊は護衛艦を落下地点に派遣して飛翔体を捜索したが発見することはできなかった。このミサイル発射実験を受けて、日本政府は情報収集衛星とミサイル防衛システムの導入を決定した。2003年に1基目の情報収集衛星が打ち上げられた。
発射から数日後に北朝鮮は発射時の映像を公表し、人工衛星の「光明星1号」をロケット「白頭山1号」を用いて打ち上げ、衛星の軌道投入に成功したと発表した。しかし他国の宇宙開発機関や軍事機関によって、軌道上にあるとされる衛星の存在は一切確認されておらず、国際社会では、光明星1号が軌道に投入されたとは看做されていない。